# Ибрагимов, Назим Асабали оглы
Назим Асабали оглы Ибрагимов (азерб.  Nazim Asabəli oğlu İbrahimov; 1 сентября 1951, Шеки, Азербайджанская ССР) — азербайджанский государственный деятель.
В 1972 году окончил Азербайджанский институт народного хозяйства. По образованию — экономист. В 1976—2001 гг. — сотрудник, советник министра, руководитель департамента, руководитель аппарата Министерства торговли АР (Азербайджан). В 2001—2004 гг. — член правления МБА (Международный банк Азербайджана), директор центрального административного департамента МБА.
С 30 сентября 2004 года — глава исполнительной власти района Шеки. 21 апреля 2010 года освобожден от занимаемой должности.
Женат. Двое детей.